# 다람쥐갈라고속
다람쥐갈라고속(Sciurocheirus)은 갈라고과에 속하는 영장류 속으로 3종으로 이루어져 있다.

## 분류학
원래 워터하우스(1838년)는 비오코알렌갈라고라는 단일 종을 기술했고, 이 종은 1863년 그레이가 별도의 속 다람쥐갈라고속으로 배치했다. 일부 목록에는 여전히 작은갈라고속에 포함되었지만, 아이젠트라우트(1973년)와 그로브스(1989년)는 이 종을 비오코알렌갈라고와, 크로강갈라고, 가봉갈라고의 세 분류군으로 나누었고, 나중에 그로브스는 이를 비오코알렌갈라고와 크로스강갈라고, 가봉갈라고로 종 지위를 승격시켰고, 그 뒤를 이어 그로브스와 네카리스가 이어받았다. IUCN과 미국포유동물학회는 모두 크로강갈라고를 비오코알렌갈라고의 아종으로 분류한다(아래에 나열). 2013년에는 또 다른 종인 마칸데갈라고가 기술되었다.

## 특징
대형 갈라고 종으로 몸길이는 최대 40cm, 몸무게는 350g 이상이다. 갈색 또는 회색빛을 띠며 배 쪽은 등 쪽보다 연한 색을 띤다. 큰 눈과 크고 잘 움직이는 귀, 작고 뾰족한 주둥이를 갖고 있다.

## 하위 종
- 비오코알렌갈라고 (S. alleni)
  - 비오코알렌갈라고 (S. a. alleni)
  - 크로스강갈라고 (S. a. cameronensis)
- 가봉갈라고 (S. gabonensis)
- 마칸데갈라고 (S. makandensis)